# Bannière du Travail
La bannière du Travail est une décoration de la République démocratique allemande (RDA), créée le 4 août 1954 pour récompenser des individus ayant participé par leur travail à des réalisations exceptionnelles et de longue date dans le développement et la consolidation de la RDA, en particulier pour des résultats d'exploitation élevés dans l'économie nationale.

## Prix assorti
Le 8 août 1974 sont créés trois niveaux avec les prix suivants (les reçus entre 1954 et 1974 sont considérés comme récipiendaires de première classe) :
- 1re classe : 1000 marks
- 2e classe : 750 marks
- 3e classe : 500 marks.

## Liste des lauréats par année (et ordre alphabétique)
- 1955 : Luise Ermisch
- 1958 : Charles Dewey, Gerhard Lucht, Heinrich Rau
- 1959 : Walter Arnold, Max Benkwitz, Anton Plenikowski
- 1960 : Hermann Axen, Bernhard Bechler, Willi Bredel, Werner Bruschke, Friedrich Burmeister, Walter Friedeberger, Georg Ulrich Handke, Heinz Keßler, Aenne Kundermann, Paul Markgraf, Erich Mielke, Fritz Schälike, Fritz Selbmann, Arthur Werner
- 1961 : Willi Albrecht, Philipp Daub, Otto Leopold
- 1962 : Friedel Apelt, Friedrich Clermont, Kurt Hager, Paul Scholz
- 1963 : Ernst Albert Altenkirch, Erich Apel, Paul Fröhlich, Walter Halbritter, Erich Honecker, Günter Mittag
- 1964 : Franz Fischer, Rudi Georgi, Paul Scholz, Eleonore Staimer, Willi Stoph, Heinrich Toeplitz, Richard Wenzel, Günther Wyschofsky
- 1965 : Erich Engel, Peter Florin, Walter Gorrish, Friedrich Karl Kaul, Ernst Scholz
- 1966 : Walter Tille
- 1967 : Rudi Georgi
- 1968 : Wilhelm Adam, Marie Ahlers, Roman Chwalek, Horst Dohlus, Gustav Artur Dorf, Alfred Heil, Werner Lamberz, Richard Paulick, Karl Eduard von Schnitzler
- 1969 : Walter Arnold, Lilly Becher, Reiner Bredemeyer, Karl Georg Egel, Georg Ewald, Ernst-Joachim Gießmann, Klaus Gysi, Walter Halbritter, Paul Markowski, Fritz Müller, Margarete Müller, Bernhard Seeger, Kurt Wünsche
- 1970 : Horst Dohlus, Konrad Petzold, Ilse Rodenberg
- 1971 : Maximilian Scheer, Erich Tamm
- 1972 : Kurt Schneidewind
- 1973 : Fritz Dähn, Günter Hofé
- 1974 : Gerhard Beil, Wolfgang Greß, Götz Rudolf Richter
- 1975 : Interflug
- 1976 : Günther Brendel, Eberhard Heinrich, Bruno Lietz
- 1977 : Fahlberg-List, Curt-Heinz Merkel, Manfred Richter, Heinz Wedler
- 1978 : Manfred Bille
- 1979 : Philine Fischer, Hans-Günther Wockenfuß
- 1981 : Gisela Glende, Dagobert Krause, Fritz Müller, Klaus Raddatz, Manfred Schmidt
- 1982 : Ingrid Mittenzwei, Erich Peppel
- 1983 : Gertrud Lehmann, Ernst-Peter Rabenhorst
- 1984 : Bruno Lietz, Siegfried Lorenz, Erik Neutsch
- 1985 : Marianne Neumann

## Sources
- (de) Cet article est partiellement ou en totalité issu de l’article de Wikipédia en allemand intitulé « Banner der Arbeit » (voir la liste des auteurs).